# Данилов, Михаил Феофилактович
Михаи́л Феофила́ктович Дани́лов (умер после 1647/1648 года) — дьяк Русского царства во времена Смутного времени и царей Василии Шуйском и Михаила Фёдоровича.

## Биография
О ранних годах жизни Данилова ничего не известно. Впервые упоминается в 1606/1607 годах в качестве дьяка Разрядного приказа, что, однако, вызывает сомнение современных исследователей. 
В последующие несколько лет имела место тяжба за поместье в Суздале между Даниловым и несколькими иными землевладельцами. При царе Василии Шуйском Данилов получил принадлежавшее до того Афиногену Алалыкину поместье на 100 четей. Позднее по доносу С. Буркова царь Василий отобрал поместье у Данилова и отдал его Буркову. Во время смуты Бурков был убит под Москвой Прокопием Ляпуновым, после чего поместье было возвращено атаманом Андреем Просовецким, контролировавшим Суздаль, Афиногену Алалыкину. После гибели Алалыкина под Переславлем, Просовецкий отдал поместье Василию Алалыкину. По челобитной Данилова царю Василию, поместье было возвращено ему, а после освобождения Москвы в 1612/1613 годах передано Данилову боярами в вотчину. Василий Алалыкин и Данилов оба подали челобитные царю Михаилу о признании поместья их собственностью, и 28 апреля 1613 года Данилов получил царскую грамоту о том, что до прихода царя у него не велено отнимать этой вотчины. 
14 апреля и 15 мая 1612 года упоминается в качестве дьяка или справного подьячего в Ярославле в ополчении, вероятно — в Разрядном приказе. После воцарения в Москве Михаила Фёдоровича с 1613 по декабрь 1614 года вместе с Соловым Протасьевым в составе посольства в Турцию с извещением об избрании нового царя. 
Со 2 сентября 1615 года до 30 декабря 1634 года — дьяк Разрядного приказа. 9 сентября 1618 года с боярином князем Иваном Борисовичем Черкасским были посланы в Ярославль с целью сбора ополчения на помощь Москве. В июле 1632 года занимался сбором подвод для Смоленского похода. 
24 октября 1634 года вместе с боярином Алексеем Михайловичем Львовым, думным дворянином Степаном Матвеевичем Проестевым и дьяком Иваном Григорьевичем Переносовым был направлен в составе посольства к королю Речи Посполитой Владиславу IV. На посольство была возложена задача подтвердить Поляновский мирный договор между Россией и Речью Посполитой (подтверждён королём 23 апреля), а также добиться отказа короля Владислава от избрания на русский престол согласно договору 1610 года, чего посольству добиться не удалось под предлогом того, что договор утерян. Также послы получили тела умерших в польском плену Василия Ивановича Шуйского, его брата Дмитрия и супруги последнего Екатерины.
19 июля 1635 года пожалован в думные дьяки и назначен в Поместный приказ, в котором служил до 13 марта 1643 года. В 1641/42 годах — дьяк Сыскного приказа. В 1645/1646 годах вместе с дьяком Онисимом Трофимовым занимался переписью денежной и соболиной казны в Сибирском приказе и Приказе Казанского дворца. 
Делал большие вклады монастырям: так, во Вкладной книге Троице-Сергиева монастыря от 1673 года записаны его вклады: 9 июня 1639 года — 100 рублей да 100 золотых угорских и московских «да на чудотворцовы гробы положил 3 покровы бархатных, кресты и дробницы серебряные золочёны, по цене за 90 рублев. А за тот вклад родителей его имя написали в синодики и в кормовые книги». 4 июля 1640 года дал 301 золотой. 4 июля 1641 года — 70 золотых и 30 рублей. 5 июля 1642 года — серебряный кубок ценою 30 рублей и 9 аршин золотного атласа за 70 рублей. Также делал вклады Успенскому собору в Московском кремле. 
Его род записан в Синодик Троице-Сергиева монастыря. Скончался после 1647/1648 года; изо всей семьи его пережила, по-видимому, только дочь Ксения, умершая в 1648/1649 году.